# قصة الشتاء
قصة الشتاء (بالإنجليزية: Winter's Tale)‏ هو فيلم دراما تم إنتاجه في الولايات المتحدة وصدر في سنة 2014.

## القصة
في إطار من الخيال المغلف بالرومانسية تدور أحداث الفيلم عام 1916 حول شاب يتيم يدعى بيتر (كولين فاريل) يحاول سرقة قصر ظنًا منه أنه لم يكن بداخله أحد، إلا أنه يكتشف وجود بيفرلي.

## طاقم العمل
- كولين فاريل في دور بيتر ليك
- راسل كرو في دور سواميس لؤلؤي / شيطان
- ويل سميث في دور قاض / لوسيفر
- ماثيو بومر في دور أب بيتر
- لوسي غريفيثس في دور أم بيتر
- جيسيكا براون فيندلي في دور بيفرلي بن
- وليام هورت في دور إسحاق بن
- فين ويتروك في دور غابرييل[5]
- كيفن كوريجان في دور رومان تان
- غراهام غرين في دور هومبستون جون
- جينيفر كونلي في دور فرجينيا جاميلي
- إيفا ماري سانت في دور يالا بن بالغ
- كيفن دوراند في دور سيزار تان

## الميزانية والإيرادات
بلغت تكلفة إنتاج الفيلم حوالي 60 مليون دولار بينما حقق أرباحا تقدر بـ 12,437,853 دولار.

## روابط خارجية
- قصة الشتاء على موقع IMDb (الإنجليزية)
- قصة الشتاء على موقع ميتاكريتيك (الإنجليزية)
- قصة الشتاء على موقع الموسوعة البريطانية (الإنجليزية)
- قصة الشتاء على موقع روتن توميتوز (الإنجليزية)
- قصة الشتاء على موقع نتفليكس (الإنجليزية)
- قصة الشتاء على موقع قاعدة بيانات الأفلام العربية
- قصة الشتاء على موقع ألو سيني (الفرنسية)
- قصة الشتاء على موقع أول موفي (الإنجليزية)
- قصة الشتاء على موقع بوكس أوفيس موجو (الإنجليزية)
- قصة الشتاء على موقع فيلمافينيتي (الإسبانية)